# يوسوكي ماتسوموتو
يوسوكي ماتسوموتو (باليابانية: 松本 陽介) (27 مارس 1990 في شيزوكا في اليابان – )؛ هو لاعب كرة قدم ياباني سابق كان يلعب كمدافع.

## وصلات خارجية
- يوسوكي ماتسوموتو على موقع رابطة كرة القدم اليابانية للمحترفين (اليابانية)
- يوسوكي ماتسوموتو على موقع قاعدة بيانات كرة القدم.إي يو (الإنجليزية)
- يوسوكي ماتسوموتو على موقع Soccerway.com (الإنجليزية)